# Hrabstwo Hockley

Piramida wieku hrabstwa

Hrabstwo Hockley – hrabstwo położone w USA w stanie Teksas. Utworzone w 1876 r. Siedzibą hrabstwa jest miasto Levelland. Według spisu w 2020 roku liczy 21,5 tys. mieszkańców, w tym połowa to Latynosi. 
Gospodarka hrabstwa opiera się na wydobyciu ropy naftowej (26. miejsce w stanie), gazu ziemnego, a także uprawie bawełny (12. miejsce), sorgo i kukurydzy (17. miejsce). Hodowla odgrywa mniejsze znaczenie.  

## Miasta
- Anton
- Levelland
- Opdyke West
- Ropesville
- Smyer
- Sundown

## Sąsiednie hrabstwa
- Hrabstwo Lamb (północ)
- Hrabstwo Lubbock (wschód)
- Hrabstwo Terry (południe)
- Hrabstwo Cochran (zachód)
- Hrabstwo Yoakum (południowy zachód)
- Hrabstwo Bailey (północny zachód)
- Hrabstwo Hale (północny wschód)
- Hrabstwo Lynn (południowy wschód)